# Polymerurus serraticaudus
Polymerurus serraticaudus is een buikharige uit de familie Chaetonotidae. Het dier komt uit het geslacht Polymerurus. Polymerurus serraticaudus werd in 1901 voor het eerst wetenschappelijk beschreven door Voigt. 